# Węgierska Formuła 1600
Węgierska Formuła 1600 – cykl wyścigów samochodów o pojemności silnika do 1,6 litra, organizowany w ramach wyścigowych mistrzostw Węgier w latach 1992–2015. Wyścigi Formuły 1600 były organizowane wspólnie z Formułą 2000.

## Mistrzowie
| Sezon | Mistrz                    | Samochód                  | Zespół                    | Źródło                    |
| ----- | ------------------------- | ------------------------- | ------------------------- | ------------------------- |
| 1992  | László Kálmándy Pap       | Budapesti Volán           | Estonia 21                | [ 2 ]                     |
| 1993  | László Kálmándy Pap       | Budapesti Volán           | Estonia 21                | .                         |
| 1994  | László Kálmándy Pap       | Budapesti Volán           | Estonia 21                | [ 4 ]                     |
| 1995  | György Volentér           | VOLÁN Autós SC            | MTX                       | [ 5 ]                     |
| 1996  | István Simon              | VOLÁN Autós SC            | Estonia                   | [ 6 ]                     |
| 1997  | Zsolt Sziklai             | Mozart Motorsport         | ADM-Alfa Romeo            | [ 7 ]                     |
| 1998  | Zsolt Harkányi            | VOLÁN Autós SC            | Estonia 21                | [ 8 ]                     |
| 1999  | László Harkányi           | VOLÁN Autós SC            | MTX                       | [ 9 ]                     |
| 2000  | Zsolt Csüllög             | VOLÁN Autós SC            | Van Diemen RF91-Ford      | [ 10 ]                    |
| 2001  | Márton Száva              | Burg Bau                  | Eifelland-Ford            | [ 11 ]                    |
| 2002  | Zoltán Balatincz          | Ventile Rallye            | MTX                       | .                         |
| 2003  | mistrzostw nie rozgrywano | mistrzostw nie rozgrywano | mistrzostw nie rozgrywano | mistrzostw nie rozgrywano |
| 2004  | mistrzostw nie rozgrywano | mistrzostw nie rozgrywano | mistrzostw nie rozgrywano | mistrzostw nie rozgrywano |
| 2005  | Kálmán Bódis              | BOVI Motorsport           | Renault                   | [ 13 ]                    |
| 2006  | mistrzostw nie rozgrywano | mistrzostw nie rozgrywano | mistrzostw nie rozgrywano | mistrzostw nie rozgrywano |
| 2007  | mistrzostw nie rozgrywano | mistrzostw nie rozgrywano | mistrzostw nie rozgrywano | mistrzostw nie rozgrywano |
| 2008  | Péter Lőrincz             | Diamond Racing            | MTX-Honda                 | [ 14 ]                    |
| 2009  | Olivér Juhász             | Patkó Autósport           | Formuła Renault           | [ 15 ]                    |
| 2010  | Dávid Suki                | Mogul Racing Team         | Formuła Renault           | [ 16 ]                    |
| 2011  | Csaba Tóth                | Mogul Racing Team         | Formuła Renault           | [ 17 ]                    |
| 2012  | mistrzostw nie rozgrywano | mistrzostw nie rozgrywano | mistrzostw nie rozgrywano | mistrzostw nie rozgrywano |
| 2013  | János Magyar              | Feke-Team                 | Mygale FB02-BMW           | [ 18 ]                    |
| 2014  | János Magyar              | School Team Hungary       | Mygale FB02-BMW           | [ 19 ]                    |
| 2015  | Attila Pénzes             | Magyar Racing Team        | Mygale FB02-BMW           | [ 1 ]                     |